# Rainham (Londyn)
Rainham – miasto Londynu, leżąca w gminie London Borough of Havering. Rainham jest wspomniana w Domesday Book (1086) jako Raineham/Reineham/Renaham/Reneham.